# 郝茂荣
郝茂荣（1963年11月—），男，蒙古族，内蒙古包头人，中华人民共和国政治人物，中国共产党党员，第十三届全国人民代表大会内蒙古地区代表。

## 生平
2018年2月24日，当选为第十三届全国人大代表。
2021年1月，被开除党籍、开除公职。